# StEG I 158–168
A StEG I 158–168 egy szerkocsis gyorsvonati gőzmozdonysorozat volt az Osztrák–Magyar Államvasút-Társaságnál (ÁVT).

## Története
Amikor az ÁVT 1861-ben megkezdte vonalain a gyorsvonatok közlekedtetését 11 db mozdonyt rendelt a StEG mozdonygyárától. A mozdonyok külsőkeretesek, külső hengerelrendezésűek és Hall forgattyúsok voltak A visszatérés a kapcsolatlan kerékpárú gépekhez ez idő tájt már szokatlannak tűnik, ezen felül nem kéttengelyes forgóváza, hanem két különálló fix beépítésű futótengellyel készült. Kinézetben hasonlított a Duplexhez, de csak két hengere volt. Ez a mozdony volt az első az ÁVT—nél, melyre a személyzet időjárás elleni védelmére egy kis védőlemezt szereltek, melyet a későbbi átépítés során szabályos vezetőfülkére cseréltek. A mozdonyok a kor szokásának megfelelően a KARLOWITZ, BELGRAD, SEMENDRIA, GRADISTIE, RAMA, HIRSCHBERG, HUSINEC, MELNIK, JAROMĚŘ, PODOL és ROKICAN neveket, valamint a 158–168 pályaszámokat kapták.
Ezeknek a mozdonyoknak az üzemelése idején a StEG és a nemzetközi szabvány ütközők közötti távolsága eltért, ezért időnként a járművek mindkét végén négy ütköző volt. (lásd: a fotón) 1873-ban a IIIe" osztályiba sorolták a gépeket és a pályaszámaikat 3–13-ra változtatták. 1897-ben 1001–1011 pályaszámokat kaptak.
Az 1880-as években a mozdonyok közül 6 az ÁVT magyar pályarészein teljesített szolgálatot.
A mozdonyokat 1909-től selejtezték.

## Fordítás
- Ez a szócikk részben vagy egészben  a   StEG I 158–168 című német Wikipédia-szócikk fordításán alapul.  Az eredeti cikk szerkesztőit annak laptörténete sorolja fel. Ez a jelzés csupán a megfogalmazás eredetét és a szerzői jogokat jelzi, nem szolgál a cikkben szereplő információk forrásmegjelöléseként.